# Doug Heveron
Doug Heveron (ur. 29 marca 1961 roku w Rochester) – amerykański kierowca wyścigowy.

## Życiorys
Heveron rozpoczął karierę w międzynarodowych wyścigach samochodowych w 1983 roku od startów w CART Indy Car World Series. Z dorobkiem jednego punktu został sklasyfikowany na 34 pozycji w końcowej klasyfikacji kierowców. W późniejszym okresie Amerykanin pojawiał się także w stawce NASCAR Winston Cup, Winston Modified Tour, Oswego Speedway Supermodifieds, Novelis Supermodified Championship oraz USAC National Sprint Car Series.